# Catedral basílica de San Luis (San Luis)
La catedral Basílica de San Luis, también conocida como la Catedral de San Luis, es una catedral de la Iglesia católica situada en el Central West End de la ciudad de San Luis (Misuri, Estados Unidos). Terminada en 1914, es la iglesia madre de la Arquidiócesis de San Luis y la sede de su arzobispo, actualmente Robert James Carlson. La catedral está consagrada a San Luis, Rey de Francia. El templo fue designado con el título de Basílica menor por el Papa Juan Pablo II el 4 de abril de 1997.
La catedral fue construida para reemplazar a la anterior Catedral de San Luis (actualmente Basílica de San Luis), que se encuentra a lo largo del río Misisipi. 
Aunque la preparación del terreno para su construcción comenzó el 1 de mayo de 1907, la primera misa se llevó a cabo en octubre de 1914, mientras que la estructura era completada. La consagración del templo tuvo lugar más de diez años después, el 29 de junio de 1926. 
La catedral es conocida por sus grandes mosaicos, sus criptas funerarias, y la adición de una escultura al aire libre destinada a promover la armonía racial.

## Galería

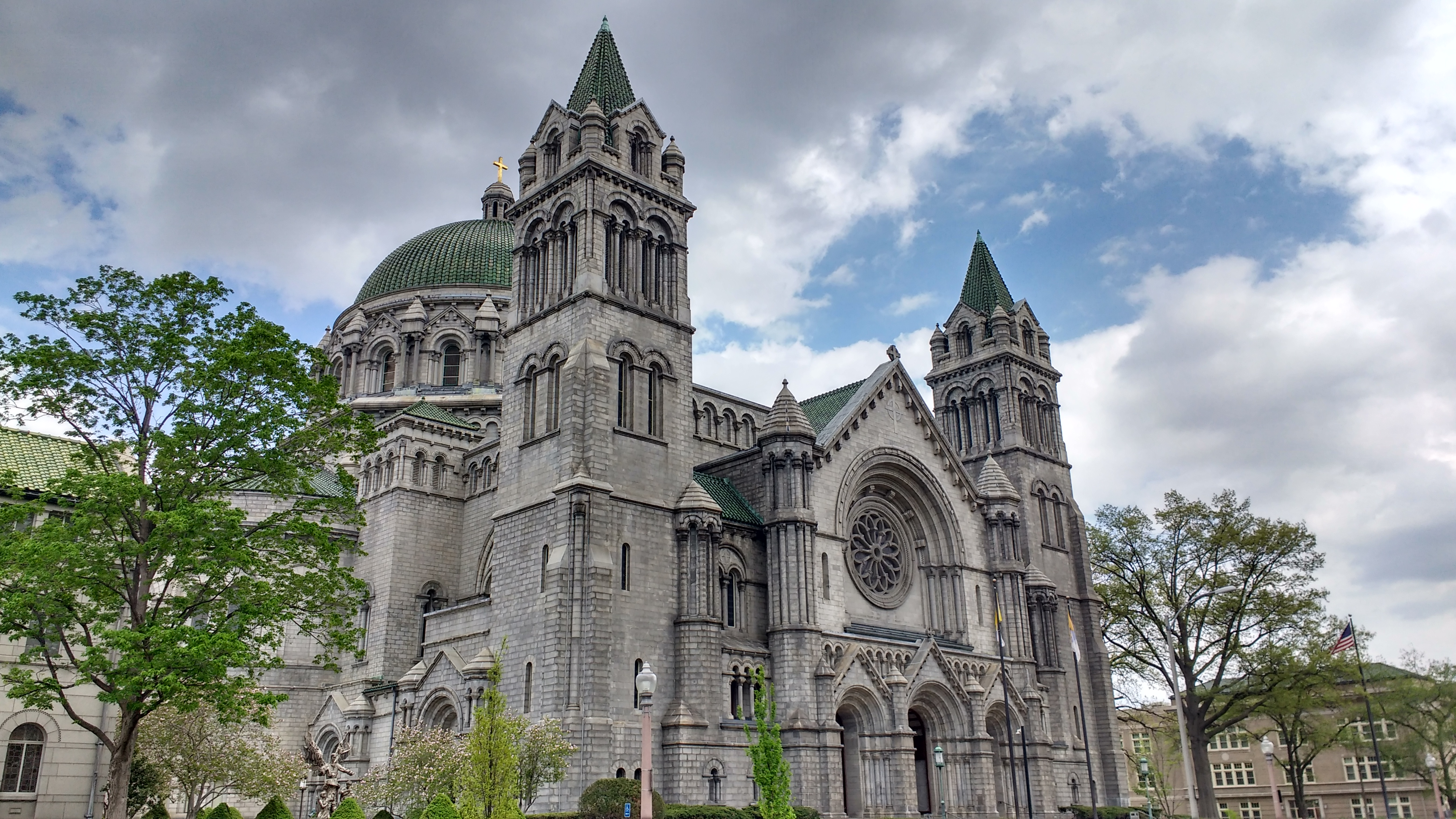
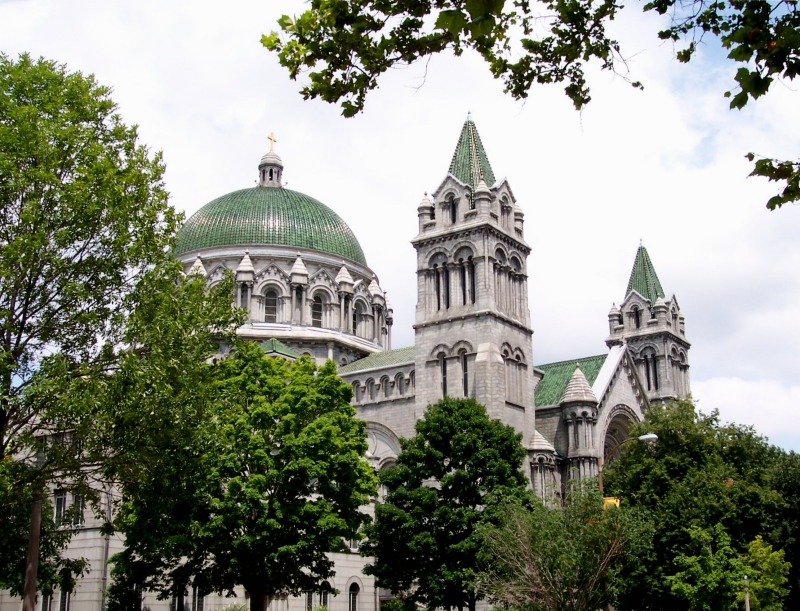
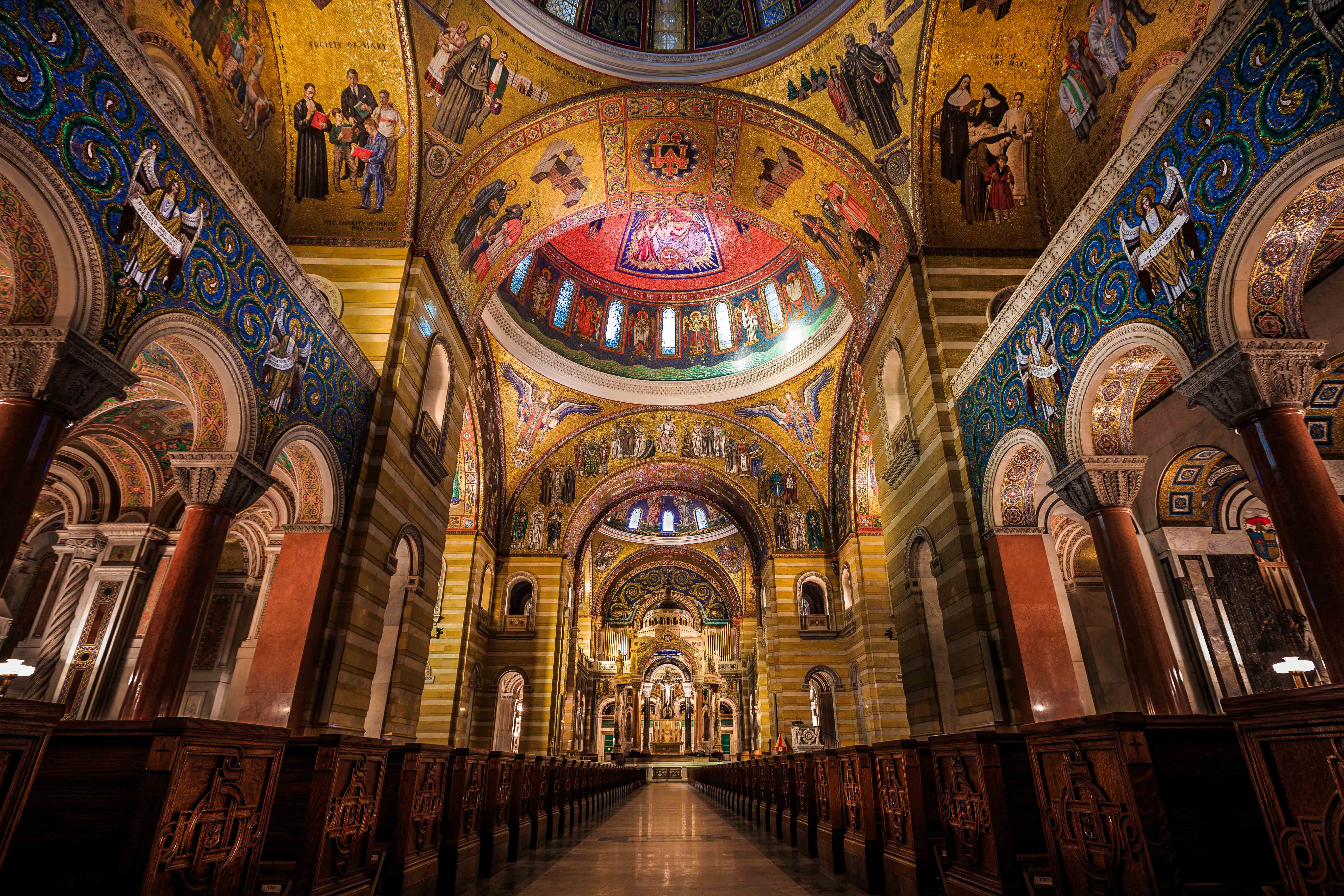
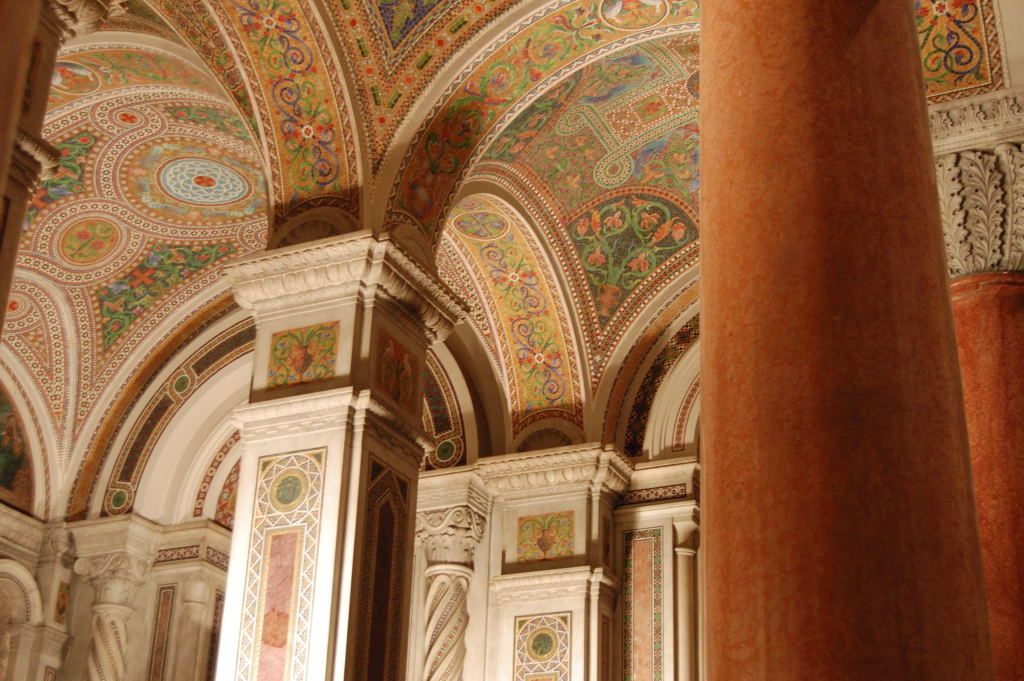